# Okręg wyborczy województwo chełmskie do Senatu Rzeczypospolitej Polskiej
Okręg wyborczy województwo chełmskie do Senatu Rzeczypospolitej Polskiej obejmował w latach 1989–2001 obszar województwa chełmskiego. Wybierano w nim 2 senatorów, przy czym w latach 1989–1991 obowiązywała zasada większości bezwzględnej, zaś w latach 1991–2001 większości względnej.
Powstał w 1989 wraz z przywróceniem instytucji Senatu. Zniesiony został w 2001, na jego obszarze utworzono nowe okręgi nr 6 i 7.
Siedzibą okręgowej komisji wyborczej był Chełm.

## Reprezentanci okręgu
| Rok       | Senator komitet wyborczy                   | Senator komitet wyborczy                                                        | Senator komitet wyborczy                    | Senator komitet wyborczy                                    |
| --------- | ------------------------------------------ | ------------------------------------------------------------------------------- | ------------------------------------------- | ----------------------------------------------------------- |
| 1989      |                                            | Eugeniusz Wilkowski Niezależny Samorządny Związek Zawodowy „Solidarność” (1991) |                                             | Andrzej Szczepkowski                                        |
| 1991      |                                            | Eugeniusz Wilkowski Niezależny Samorządny Związek Zawodowy „Solidarność” (1991) |                                             | Elżbieta Rysak Polskie Stronnictwo Ludowe Sojusz Programowy |
| 1993      |                                            | Witold Graboś Sojusz Lewicy Demokratycznej                                      | Tomasz Adamczuk Polskie Stronnictwo Ludowe  |                                                             |
| 1994      |                                            | Witold Graboś Sojusz Lewicy Demokratycznej                                      | Piotr Miszczuk Sojusz Lewicy Demokratycznej |                                                             |
| 1997      |                                            | Jerzy Masłowski Akcja Wyborcza Solidarność                                      |                                             | Marian Cichosz Polskie Stronnictwo Ludowe                   |
| 2001 (I)  | Adam Rychliczek Polskie Stronnictwo Ludowe | Jerzy Masłowski Akcja Wyborcza Solidarność                                      |                                             |                                                             |
| 2001 (IX) | okręg zniesiony, patrz okręgi nr 6 i 7     | okręg zniesiony, patrz okręgi nr 6 i 7                                          | okręg zniesiony, patrz okręgi nr 6 i 7      | okręg zniesiony, patrz okręgi nr 6 i 7                      |

## Wyniki wyborów
Symbolem „●” oznaczono senatorów ubiegających się o reelekcję.

### Wybory parlamentarne 1989
| Kandydat                                                         | Głosów | %     |
| ---------------------------------------------------------------- | ------ | ----- |
| Eugeniusz Wilkowski                                              | 52 258 | 56,69 |
| Andrzej Szczepkowski                                             | 50 501 | 54,78 |
| Witold Graboś                                                    | 16 350 | 17,74 |
| Elżbieta Zając                                                   | 15 814 | 17,16 |
| Jacek Solarz                                                     | 15 179 | 16,47 |
| Tomasz Adamczuk                                                  | 13 113 | 14,23 |
| Zofia Olejniczak-Szajewska                                       | 3056   | 3,32  |
| Liczba głosów ważnych: 92 182 Źródło: Państwowa Komisja Wyborcza |        |       |

### Wybory parlamentarne 1991
| Kandydat                                              | Kandydat             | Komitet wyborczy                                     | Głosów |
| ----------------------------------------------------- | -------------------- | ---------------------------------------------------- | ------ |
|                                                       | Eugeniusz Wilkowski● | Niezależny Samorządny Związek Zawodowy „Solidarność” | 23 769 |
|                                                       | Elżbieta Rysak       | Polskie Stronnictwo Ludowe                           | 14 326 |
|                                                       | Zdzisław Karpiński   | Sojusz Lewicy Demokratycznej                         | 12 629 |
|                                                       | Marian Kozłowski     | Polskie Stronnictwo Ludowe Sojusz Programowy         | 11 435 |
|                                                       | Janusz Korczyński    | KW Janusza Korczyńskiego                             | 11 309 |
|                                                       | Jerzy Strojnowski    | Unia Demokratyczna                                   | 9643   |
|                                                       | Ryszard Łączka       | Porozumienie Obywatelskie Centrum                    | 8465   |
|                                                       | Mieczysław Juchimiak | Światowy Związek Żołnierzy Armii Krajowej            | 8170   |
|                                                       | Stefan Machowicz     | Niezależny Obywatelski KW Stefana Machowicza         | 5972   |
|                                                       | Stanisław Fornal     | KW Stanisława Fornala                                | 3868   |
| Frekwencja: 37,12% Źródło: Państwowa Komisja Wyborcza |                      |                                                      |        |

### Wybory parlamentarne 1993
| Kandydat                                              | Kandydat             | Komitet wyborczy                                     | Głosów |
| ----------------------------------------------------- | -------------------- | ---------------------------------------------------- | ------ |
|                                                       | Tomasz Adamczuk      | Polskie Stronnictwo Ludowe                           | 29 172 |
|                                                       | Witold Graboś        | Sojusz Lewicy Demokratycznej                         | 25 674 |
|                                                       | Jan Florek           | Polskie Stronnictwo Ludowe                           | 21 486 |
|                                                       | Maria Chodyńska      | Niezależny Samorządny Związek Zawodowy „Solidarność” | 11 729 |
|                                                       | Janusz Korczyński    | Unia Demokratyczna                                   | 11 724 |
|                                                       | Eugeniusz Wilkowski● | Katolicki Komitet Wyborczy „Ojczyzna”                | 10 468 |
|                                                       | Czesław Buksiński    | Konfederacja Polski Niepodległej                     | 9556   |
|                                                       | Janusz Pastusiak     | Bezpartyjny Blok Wspierania Reform                   | 7530   |
|                                                       | Stanisław Bodys      | Bezpartyjny Blok Wspierania Reform                   | 6991   |
|                                                       | Stanisław Koszewski  | KW „Komitet Społeczny w Chełmie”                     | 5015   |
|                                                       | Władysław Karaś      | KW Katolicka Akcja Sprawiedliwości „Równość”         | 4856   |
|                                                       | Jan Prochowski       | Niezależny KW Jana A. PROCHOWSKIEGO                  | 2012   |
| Frekwencja: 49,30% Źródło: Państwowa Komisja Wyborcza |                      |                                                      |        |

### Wybory uzupełniające 1994
Głosowanie odbyło się z powodu śmierci Tomasza Adamczuka.
| Kandydat                                              | Kandydat          | Komitet wyborczy                                    | Głosów |
| ----------------------------------------------------- | ----------------- | --------------------------------------------------- | ------ |
|                                                       | Piotr Miszczuk    | Sojusz Lewicy Demokratycznej                        | 16 384 |
|                                                       | Elżbieta Rysak    | Polskie Stronnictwo Ludowe                          | 13 244 |
|                                                       | Jerzy Masłowski   | KW Chełmskiego Porozumienia Centro-Prawicy          | 10 894 |
|                                                       | Janusz Korczyński | KW Janusza Korczyńskiego                            | 9946   |
|                                                       | Maria Chodyńska   | KW Niepodległościowego Porozumienia „Chełmszczyzna” | 8499   |
| Frekwencja: 35,17% Źródło: Państwowa Komisja Wyborcza |                   |                                                     |        |

### Wybory parlamentarne 1997
| Kandydat                                              | Kandydat           | Komitet wyborczy                        | Głosów |
| ----------------------------------------------------- | ------------------ | --------------------------------------- | ------ |
|                                                       | Jerzy Masłowski    | Akcja Wyborcza Solidarność              | 25 959 |
|                                                       | Marian Cichosz     | Polskie Stronnictwo Ludowe              | 25 890 |
|                                                       | Witosław Szczasny  | Sojusz Lewicy Demokratycznej            | 23 303 |
|                                                       | Henryk Lewczuk     | Ruch Odbudowy Polski                    | 19 527 |
|                                                       | Radosław Maryńczak | Polskie Stronnictwo Ludowe              | 10 672 |
|                                                       | Andrzej Grel       | KW Kandydata na Senatora Andrzeja Grela | 10 153 |
| Frekwencja: 39,26% Źródło: Państwowa Komisja Wyborcza |                    |                                         |        |

### Wybory uzupełniające 2001
Głosowanie odbyło się z powodu zrzeczenia się mandatu przez Mariana Cichosza po jego wyborze na dyrektora lubelskiej delegatury Najwyższej Izby Kontroli.
| Kandydat                                              | Kandydat        | Komitet wyborczy             | Głosów |
| ----------------------------------------------------- | --------------- | ---------------------------- | ------ |
|                                                       | Adam Rychliczek | Polskie Stronnictwo Ludowe   | 8229   |
|                                                       | Ryszarda Mardoń | Sojusz Lewicy Demokratycznej | 6765   |
|                                                       | Wiesław Kociuba | KWW Wiesława Kociuby         | 3372   |
|                                                       | Henryk Lewczuk  | Ruch Odbudowy Polski         | 1880   |
| Frekwencja: 10,90% Źródło: Państwowa Komisja Wyborcza |                 |                              |        |